# Найер, Арье
Арье Найер (англ. Aryeh Neier; родился 22 апреля 1937) — американский правозащитник еврейского происхождения, почётный президент Фондов «Открытое общество», учреждённых Джорджем Соросом. В прошлом — национальный директор Американского союза защиты гражданских свобод (1970—1978), исполнительный директор Human Rights Watch (1981—1993) и президент Фондов «Открытое общество» (1993—2012).

## Ранние годы
Арье Найер родился 22 апреля 1937 года в еврейской семье в Берлине. Родители, Вольф и Гитля (урожд. Бендзинская) Найеры, переехали в Германию из Польши. В августе 1939, когда Арье было два года, семья бежала в Англию. Первый год он прожил в хостеле для детей-беженцев отдельно от родителей. В 1940 Арье воссоединился с родителями и старшей сестрой Эстер в Лондоне, однако вскоре во время бомбардировки их дом был разрушен и до конца войны они переехали в Кеттеринг. После войны семья перебралась в Нортгемптон.
В 1946 году Эстер, выйдя замуж за американского военнослужащего, уехала в США, и в следующем году за ней переехала и вся семья. Арье учился в школе Стайвесант в Нью-Йорке, став в это время противником маккартизма. В 1958 году он окончил Корнеллский университет со степенью бакалавра и стал исполнительным директором социалистической образовательной организации «Лига промышленной демократии». В том же году женился на Иветт Селтон. У них родился сын Дэвид. В попытке оживить студенческое подразделение Лиги, Найер в 1959 году переименовал его в «Студенты за демократическое общество». Из-за внутренних разногласий в 1960 он покинул пост директора Лиги и на три года стал редактором журнала Current.

## Правозащитная карьера
В 1963 Найер был принят на работу в Американский союз защиты гражданских свобод (ACLU), в 1965 стал исполнительным директором нью-йоркского отделения союза, а в 1970 — национальным директором. В ACLU он продвигал распространение гражданских свобод на заключённых в тюрьмах и учреждениях для несовершеннолетних, пациентов психиатрических больниц и приютов для умственно отсталых, а также выступал против криминализации абортов и в поддержку прав женщин.
Найер был подвергнут критике в 1977 году за решение ACLU предоставить поддержку неонацистскому объединению «Национал-социалистическая партия Америки» в деле Национал-социалистическая партия Америки против Скоки. Члены партии добивались права провести марш с нацистской символикой в Скоки, пригороде Чикаго, где проживало много евреев. В итоге суд постановил, что использование свастики является символической формой свободы слова, защищаемой первой поправкой, и разрешил марш. Найер пояснял позицию ACLU тем, что лучший способ защитить евреев — это гарантировать, что право меньшинств на самовыражение предоставляется всем группам.
В 1978—1991 Найер был адъюнкт-профессором Нью-Йоркского университета. В ответ на преследование членов Московской Хельсинкской группы в 1978 году он выступил одним из сооснователей группы «Хельсинки вотч», впоследствии ставшей известной как Human Rights Watch. В 1978—1981 был директором проекта по судебным разбирательствам и социальной политике 20th Century Fund. В 1981—1993 — исполнительный директор Human Rights Watch. Своим важнейшим достижением в этой роли называл начало мониторинга нарушений международного гуманитарного права в вооружённых конфликтах. В 1993 стал президентом Фондов «Открытое общество», учреждённых Джорджем Соросом. Покинул пост в 2012 году, оставшись почётным президентом.

## Награды и премии
- Офицер ордена Заслуг перед Республикой Польша (31 октября 2012 года, Польша)[3][4]
- Гуманитарная премия — K.P. Club (1967)[1]
- Молоток — Американская ассоциация юристов (1974)[1]
- Почётный доктор юридических наук — Университет Хофстра (1975), Гамильтон-колледж (1979), Университет штата Нью-Йорка в Бингемтоне (1988)[1]
- Премия верховенства права — Международная ассоциация юристов (2006)[5]
- Премия памяти Бертона Бенджамина — Комитет защиты журналистов (2010)[6]
- Стокгольмская премия прав человека — Шведская ассоциация юристов (2011)[7]
- Премия памяти Вольфганга Фридмана — Columbia Journal of Transnational Law (2014)[8]

## Книги
- Dossier: The Secret Files They Keep on You (1974)
- Crime and Punishment: A Radical Solution (1976)
- Defending My Enemy: American Nazis in Skokie, Illinois, and the Risks of Freedom (1979)
- Only Judgment: The Limits of Litigation in Social Change (1982)
- War Crimes: Brutality, Terror, and the Struggle for Justice (1998)
- Taking Liberties: Four Decades in the Struggle for Rights (2003)
- The International Human Rights Movement (2012)